# Туки
Туки, Тукъй или Туккей (VIII век-815 г.) от прабългарския владетелски род Дуло е хан на Волжка България през IX век. Името му не се споменава в спорните летописи Джагфар тарихъ.
Туки се счита от историците в съвременен Татарстан за третия владетел на Волжка България, наследник на Ирхан. По време на 50-годишното му управление във Велики Болгар градът просперира, а прабългарите стават доминиращо по брой население в региона на Средна Волга. Страната обаче oстава васалнo зависима от Хазарския хаганат.
След смъртта на Туки през 815 г. го наследява неговия син Айдар.